# Novosedelský potok
Novosedelský potok, zvaný také Kolčava je pravostranný přítok Otavy dlouhý 24,3 km. Plocha povodí měří 101,6 km².

## Průběh toku
Pramení na vlhkých lukách pod lesem u osady Obnoží u Strašína, protéká zde přírodní rezervací Na Volešku. Mezi osadami Parýzek a Panské Mlýny tvoří krajskou hranici mezi Jihočeským a Plzeňským krajem. Obtéká obce Strašice, Zvotoky, protéká osadou Tažovice a obcemi Štěchovice, Novosedly a Katovice, kde se vlévá do Otavy. Na potoce stojí několik bývalých mlýnů, nejznámější z nich jsou např. U Rejšků, Prachař, Smitka. Na potoce je i oblíbený kemp Kolčava.

### Větší přítoky
- levé – Mačický potok, Kalenický potok
- pravé – Sloučínský potok

## Vodní režim

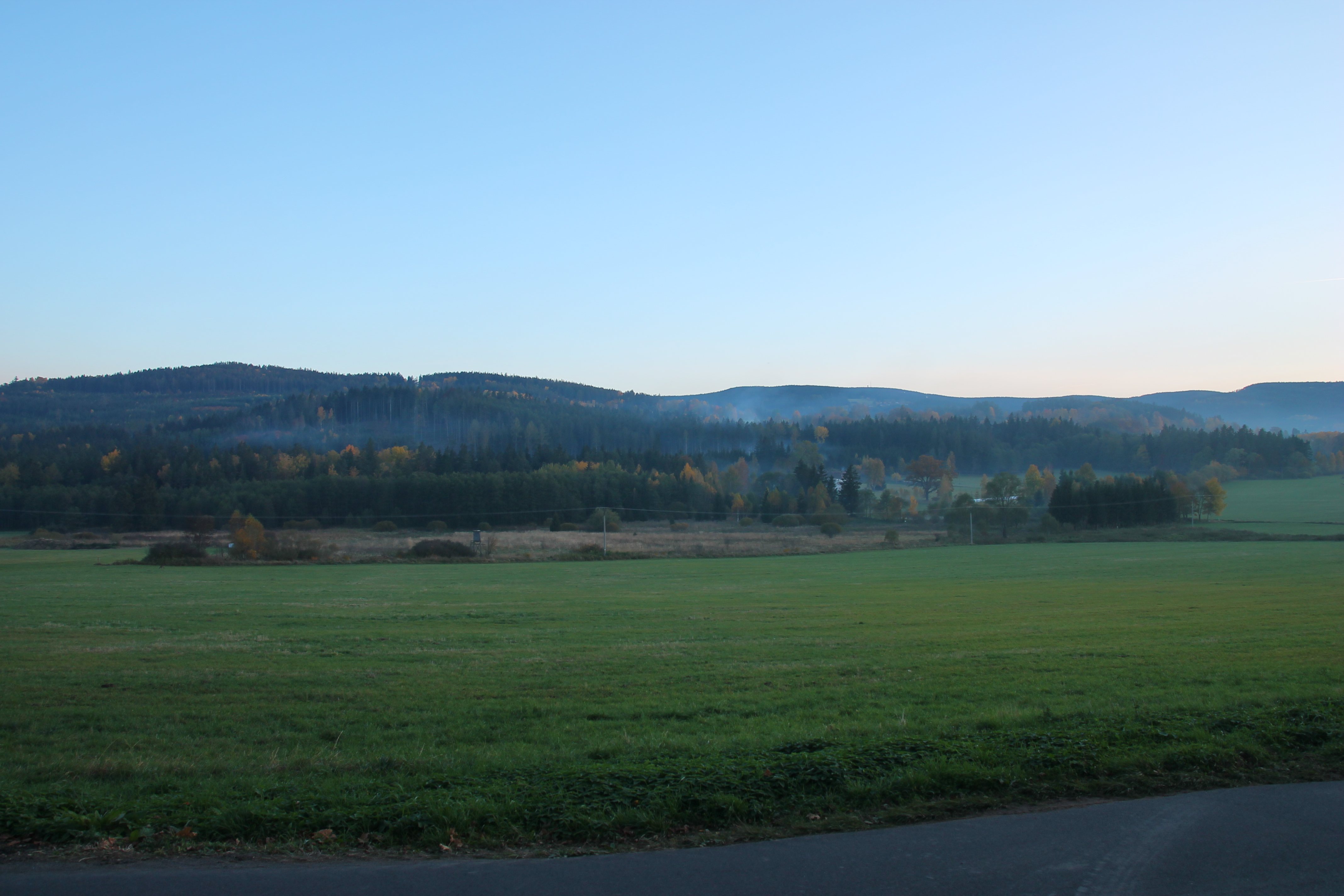
Louky u Obnoží, kde potok pramení

Průměrný průtok u ústí činí 0,43 m³/s.

## Příroda
V potoce žije bobr, vydra říční, rak říční, pstruh potoční a duhový, mřenka mramorovaná, střevle potoční a další vzácné druhy[zdroj?].